# Mnemosyne bornensis
Mnemosyne bornensis är en insektsart som beskrevs av Van Stalle 1988. Mnemosyne bornensis ingår i släktet Mnemosyne och familjen kilstritar. Inga underarter finns listade i Catalogue of Life.